# Timmkanal
Timmkanal är en kanal i sydvästra Estland. Kanalen byggdes på 1850-talet och förbinder åarna Rannametsa jõgi i väster med Ura jõgi i öster. I väster ligger den i Häädemeeste kommun och i öster utgör den gräns mellan kommunerna Surju och Saarde kommun. Den är 9,5 km lång.